# Lista prezydentów Urugwaju

## Chronologiczna lista prezydentów Urugwaju
| #                                                 | Portret | Imię i Nazwisko                              | Imię i Nazwisko                                        | Kadencja             | Kadencja             | Partia polityczna |
| ------------------------------------------------- | ------- | -------------------------------------------- | ------------------------------------------------------ | -------------------- | -------------------- | ----------------- |
| 1                                                 |         |                                              | Fructuoso Rivera (1784–1854)                           | 6 listopada 1830     | 24 października 1834 | Colorado          |
| 2                                                 |         | Carlos Anaya (1777–1862) tymczasowo          | 24 października 1834                                   | 1 marca 1835         |                      | Colorado          |
| 3                                                 |         |                                              | Manuel Oribe (1792–1857)                               | 1 marca 1835         | 24 października 1838 | Partia Narodowa   |
| 4                                                 |         |                                              | Gabriel Antonio Pereira (1794–1861) tymczasowo         | 24 października 1838 | 1 marca 1839         | Colorado          |
| 5                                                 |         | Fructuoso Rivera (1784–1854)                 | 1 marca 1839                                           | 1 marca 1843         |                      | Colorado          |
| 6                                                 |         |                                              | Manuel Oribe (1792–1857) w opozycji do legalnych władz | 16 lutego 1843       | 8 października 1851  | Partia Narodowa   |
| 7                                                 |         |                                              | Joaquín Suárez (1781–1868) tymczasowo                  | 1 marca 1843         | 16 lutego 1852       | Colorado          |
| 8                                                 |         |                                              | Bernardo Berro (1803–1868) tymczasowo                  | 16 lutego 1852       | 1 marca 1852         | Partia Narodowa   |
| 9                                                 |         | Juan Francisco Giró (1891–1863)              | 1 marca 1852                                           | 25 września 1853     |                      | Partia Narodowa   |
| 10                                                |         |                                              | Venancio Flores (1808–1868) członek trunwiratu         | 25 września 1853     | 12 marca 1854        | Colorado          |
| 10                                                |         |                                              | Juan Antonio Lavalleja (1784–1853) członek trunwiratu  | 25 września 1853     | 22 października 1853 | bezpartyjny       |
| 10                                                |         |                                              | Fructuoso Rivera (1784–1854) członek trunwiratu        | 25 września 1853     | 13 stycznia 1859     | Colorado          |
| 11                                                |         | Venancio Flores (1808–1868)                  | 12 marca 1854                                          | 10 września 1855     |                      | Colorado          |
| 12                                                |         |                                              | Luis Lamas Acting w opozycji do legalnych władz        | 29 sierpnia 1855     | 11 września 1855     | Konserwatysta     |
| 13                                                |         |                                              | Manuel Basilio Bustamante tymczasowo                   | 10 września 1855     | 15 lutego 1856       | Colorado          |
| 14                                                |         | José María Piá (1809–1868) tymczasowo        | 15 lutego 1856                                         | 1 marca 1856         |                      | Colorado          |
| 15                                                |         | Gabriel Antonio Pereira (1794–1861)          | 1 marca 1856                                           | 1 marca 1860         |                      | Colorado          |
| 16                                                |         |                                              | Bernardo Berro (1803–1868)                             | 1 marca 1860         | 1 marca 1864         | Partia Narodowa   |
| 17                                                |         | Atanasio Aguirre (1801–1875) tymczasowo      | 1 marca 1864                                           | 15 lutego 1865       |                      | Partia Narodowa   |
| 18                                                |         | Tomás Villalba (1805–1886) Acting            | 15 lutego 1865                                         | 20 lutego 1865       |                      | Partia Narodowa   |
| 19                                                |         |                                              | Venancio Flores (1808–1868) tymczasowo                 | 20 lutego 1865       | 15 lutego 1868       | Colorado          |
| 20                                                |         | Pedro Varela (1837–1906) tymczasowo          | 15 lutego 1868                                         | 1 marca 1868         |                      | Colorado          |
| 21                                                |         | Lorenzo Batlle y Grau (1810–1887)            | 1 marca 1868                                           | 1 marca 1872         |                      | Colorado          |
| 22                                                |         | Tomás Gomensoro Albín (1810–1900) tymczasowo | 1 marca 1872                                           | 15 lutego 1873       |                      | Colorado          |
| 23                                                |         | José Eugenio Ellauri (1834–1894)             | 15 lutego 1873                                         | 15 stycznia 1875     |                      | Colorado          |
| 24                                                |         | Pedro Varela (1837–1906)                     | 15 stycznia 1875                                       | 10 marca 1876        |                      | Colorado          |
| 25                                                |         | Lorenzo Latorre (1844–1916)                  | 10 marca 1876                                          | 15 marca 1880        |                      | Colorado          |
| 26                                                |         | Francisco Antonino Vidal (1825–1889)         | 15 marca 1880                                          | 1 marca 1882         |                      | Colorado          |
| 27                                                |         | Máximo Santos (1847–1889)                    | 1 marca 1882                                           | 1 marca 1886         |                      | Colorado          |
| 28                                                |         | Francisco Antonino Vidal (1825–1889)         | 1 marca 1886                                           | 24 maja 1886         |                      | Colorado          |
| 29                                                |         | Máximo Santos (1847–1889) tymczasowo         | 24 maja 1886                                           | 18 listopada 1886    |                      | Colorado          |
| 30                                                |         | Máximo Tajes (1847–1889)                     | 18 listopada 1886                                      | 1 marca 1890         |                      | Colorado          |
| 31                                                |         | Julio Herrera y Obes (1841–1912)             | 1 marca 1890                                           | 1 marca 1894         |                      | Colorado          |
| 32                                                |         | Duncan Stewart (1833–1923) tymczasowo        | 1 marca 1894                                           | 21 marca 1894        |                      | Colorado          |
| 33                                                |         | Juan Idiarte Borda (1844–1897)               | 21 marca 1894                                          | 25 sierpnia 1897     |                      | Colorado          |
| 34                                                |         | Juan Lindolfo Cuestas (1837–1905) tymczasowo | 25 sierpnia 1897                                       | 15 lutego 1899       |                      | Colorado          |
| 35                                                |         | José Batlle y Ordóñez (1856–1929) tymczasowo | 15 lutego 1899                                         | 1 marca 1899         |                      | Colorado          |
| 36                                                |         | Juan Lindolfo Cuestas (1837–1905)            | 1 marca 1899                                           | 1 marca 1903         |                      | Colorado          |
| 37                                                |         | José Batlle y Ordóñez (1856–1929)            | 1 marca 1903                                           | 1 marca 1907         |                      | Colorado          |
| 38                                                |         | Claudio Wílliman (1861–1934)                 | 1 marca 1907                                           | 1 marca 1911         |                      | Colorado          |
| 39                                                |         | José Batlle y Ordóñez (1856–1929)            | 1 marca 1911                                           | 1 marca 1915         |                      | Colorado          |
| 40                                                |         | Feliciano Viera (1872–1927)                  | 1 marca 1915                                           | 1 marca 1919         |                      | Colorado          |
| 41                                                |         | Baltasar Brum (1883–1933)                    | 1 marca 1919                                           | 1 marca 1923         |                      | Colorado          |
| 42                                                |         | José Serrato (1868–1960)                     | 1 marca 1923                                           | 1 marca 1927         |                      | Colorado          |
| 43                                                |         | Juan Campisteguy (1859–1937)                 | 1 marca 1927                                           | 1 marca 1931         |                      | Colorado          |
| 44                                                |         | Gabriel Terra (1873–1942)                    | 1 marca 1931                                           | 19 czerwca 1938      |                      | Colorado          |
| 45                                                |         | Alfredo Baldomir (1884–1948)                 | 19 czerwca 1938                                        | 1 marca 1943         |                      | Colorado          |
| 46                                                |         | Juan José de Amézaga (1881–1956)             | 1 marca 1943                                           | 1 marca 1947         |                      | Colorado          |
| 47                                                |         | Tomás Berreta (1875–1947)                    | 1 marca 1947                                           | 2 sierpnia 1947      |                      | Colorado          |
| 46                                                |         | Luis Batlle Berres (1897–1964)               | 2 sierpnia 1947                                        | 1 marca 1951         |                      | Colorado          |
| 47                                                |         | Andres Martínez Trueba (1884–1959)           | 1 marca 1951                                           | 1 marca 1955         |                      | Colorado          |
| Narodowa Rada Rządowa (1 marca 1955–1 marca 1967) |         |                                              |                                                        |                      |                      |                   |
| 48                                                |         |                                              | Óscar Diego Gestido (1901–1967)                        | 1 marca 1967         | 6 grudnia 1967       | Colorado          |
| 49                                                |         | Jorge Pacheco Areco (1920–1998)              | 6 grudnia 1967                                         | 1 marca 1972         |                      | Colorado          |
| 50                                                |         | Juan María Bordaberry (1928–2011)            | 1 marca 1972                                           | 12 czerwca 1976      |                      | Colorado          |
| 51                                                |         | Alberto Demicheli (1896–1980)                | 12 czerwca 1976                                        | 1 września 1976      |                      | Colorado          |
| 52                                                |         |                                              | Aparicio Méndez (1896–1980)                            | 1 września 1976      | 1 września 1981      | Partia Narodowa   |
| 53                                                |         |                                              | Gregorio Álvarez (1925–2016)                           | 1 września 1981      | 12 lutego 1985       | wojskowy          |
| 54                                                |         |                                              | Rafael Addiego Bruno (1923–2014)                       | 12 lutego 1985       | 1 marca 1985         | bezpartyjny       |
| 55                                                |         |                                              | Julio María Sanguinetti (1936–)                        | 1 marca 1985         | 1 marca 1990         | Colorado          |
| 56                                                |         |                                              | Luis Alberto Lacalle (1941–)                           | 1 marca 1990         | 1 marca 1995         | Partia Narodowa   |
| 57                                                |         |                                              | Julio María Sanguinetti (1936–)                        | 1 marca 1995         | 1 marca 2000         | Colorado          |
| 58                                                |         | Jorge Batlle (1927–2016)                     | 1 marca 2000                                           | 1 marca 2005         |                      | Colorado          |
| 59                                                |         |                                              | Tabaré Vázquez (1940–2020)                             | 1 marca 2005         | 1 marca 2010         | Szeroki Front     |
| 60                                                |         | José Mujica (1935–2025)                      | 1 marca 2010                                           | 1 marca 2015         |                      | Szeroki Front     |
| 61                                                |         | Tabaré Vázquez (1940–2020)                   | 1 marca 2015                                           | 1 marca 2020         |                      | Szeroki Front     |
| 62                                                |         |                                              | Luis Alberto Lacalle Pou (1973–)                       | 1 marca 2020         | 1 marca 2025         | Partia Narodowa   |
| 63                                                |         |                                              | Yamandú Orsi (1967–)                                   | 1 marca 2025         | nadal                | Szeroki Front     |